# Bešeňová
Bešeňová este o comună slovacă, aflată în districtul Ružomberok din regiunea Žilina, pe malul râului Vodná nádrž Bešeňová⁠(d). Localitatea se află la altitudinea de 514 m deasupra n.m., se întinde pe o suprafață de 4,3 km2 și în 2017 număra 671 de locuitori. Se învecinează cu comuna Potok, Ružomberok.

## Istoric
Localitatea Bešeňová este atestată documentar din 1279.

## Demografie
| An:                | 1994 | 2004   | 2014    | 2024    |
| ------------------ | ---- | ------ | ------- | ------- |
| Număr de persoane: | 402  | 388    | 635     | 772     |
| Diferență:         |      | −3,48% | +63,65% | +21,57% |

| An:                | 2023 | 2024   |
| ------------------ | ---- | ------ |
| Număr de persoane: | 754  | 772    |
| Diferență:         |      | +2,38% |